# Asellus (Asellus) balcanicus
Asellus (Asellus) balcanicus is een pissebed uit de familie Asellidae. De wetenschappelijke naam van de soort is voor het eerst geldig gepubliceerd in 1952 door Karaman.